# Aiwo
Aiwo (lokalno također i Aiue, a ranije i Yangor) je okrug u otočnoj državi Nauru, na jugozapadu otoka. Graniči s okruzima Denigomodu na sjeveru, Buada na istoku i Boe na jugu. Ponekad se ovaj okrug naziva glavnim gradom Naurua, makar se njime smatra Yaren. Država Nauru nema službenog glavnog grada. Aiwo je svoje ime dobio po istoimenom povijesnom selu.
U Aiwu se nalazi većina otočne industrije i trgovačko središte zemlje. Tako se ovdje nalaze:
- Aiue Boulevard
- pomorska luka Aiwo
- kineska četvrt
- OD-N-Aiwo Hotel (drugi hotel, Menen Hotel, nalazi se u Menengu)
- elektrana
- Linkbelt Oval
- Nauru College
- prerađivačka postrojenja NPC-a
- nauruska protestantska crkva (Orro Congregational Church)
- jedini poštanski ured na otoku
- građanski centar (Civic Centre) kao zgrade za konferencije itd.

## Povijesna sela
Do 1968. današnje teritorij okruga bilo je područje gdje se nalazilo 8 povijesnih sela.
| Povijesna sela Aiwa |
| ------------------- |
| Aiwo                |
| Aribweabwe          |
| Eaterienago         |
| Eatoborowada        |
| Gabab               |
| Orro                |
| Sigamei             |
| Tebata              |